# Kirchhof (Familienname)
Kirchhof ist ein Familienname.

## Herkunft und Bedeutung
Kirchhof ist ein Wohnstättenname zum mittelhochdeutschen, dem ummauerter Raum eines Kirchfriedhofs bzw. einer Kirchenburg.

## Varianten
Kerkhof (um 1307), vamme Kerchove (um 1311), be dem kerchove (um 1356), Kirchoff (um 1402), Kerchoff (um 1437)

## Namensträger
- Astrid Mignon Kirchhof (* 1968), deutsche Historikerin
- Bruno Kirchhof (Politiker, 1875) (1875–1955), deutscher Politiker (MSPD), MdL Sachsen
- Bruno Kirchhof (Politiker, 1890) (1890–1976), deutscher Politiker (FDP), MdL Nordrhein-Westfalen
- Bruno Kirchhof (Schauspieler), deutscher Schauspieler
- Charlotte Kreuter-Kirchhof (* 1970), deutsche Rechtswissenschaftlerin und Hochschullehrerin
- Elfriede Kirchhof (1914–1989), deutsche Leichtathletin
- Esther Kirchhof (1717–1796), deutsche Dichterin
- Ferdinand Kirchhof sr. (1911–2004), deutscher Richter
- Ferdinand Kirchhof (* 1950), deutscher Jurist, Rechtswissenschaftler und Richter
- Fritz Kirchhof (1927–1997), Funktionär in der DDR
- Georg Kirchhof (1837–1918), deutscher Generalleutnant
- Gottlob Kirchhof (1800–1874), deutscher Kolorist und Politiker
- Gregor Kirchhof (* 1971), deutscher Rechtswissenschaftler
- Hannelore Kirchhof-Born (1939–2021), deutsche Malerin
- Hans-Peter Kirchhof (* 1938), deutscher Richter
- Hans Wilhelm Kirchhof (1525–1605?), deutscher Schriftsteller, Landsknecht und Burggraf
- Lutz Kirchhof (* 1953), deutscher Lautenist
- Nicolaus Anton Johann Kirchhof (1725–1800), deutscher Kaufmann, Senator und Gelehrter
- Paul Kirchhof (* 1943), deutscher Jurist und Richter
- Peter K. Kirchhof (* 1944), deutscher Maler, Grafiker und Schriftsteller
- Renate Kirchhof-Stahlmann (* 1942), deutsche Künstlerin
- Ronny Kirchhof (* 1969), deutscher Radrennfahrer
- Steffen Andreas Kirchhof (1961–2022), deutscher Erziehungswissenschaftler